# Malezonotus rufipes
Malezonotus rufipes är en insektsart som först beskrevs av Carl Stål 1874.  Malezonotus rufipes ingår i släktet Malezonotus och familjen Rhyparochromidae. Inga underarter finns listade i Catalogue of Life.